# 吉垣徹
吉垣 徹（よしがき とおる）は、日本のフラワーアーティスト、空間装飾。東京都国立市出身。

## 略歴
元々　山、海などの自然の中に身を置く事が好きで自然の中にでの作業に喜びを感じていました。
卒業後、家業の花店(フルーリストよしがき)でイベント装飾などの仕事からフラワーアートをはじめる。

## 主な活動
- 1990年 - （社）JFTD全国フラワーデザインコンペティション - ジャパンカップ優勝・内閣総理大臣賞受賞
- 1990年 - パロマピカソ来日記念パーティー装飾
- 1991年 - パナマレンコ来日記念パーティー装飾、花くらぶフルールオーベルジュ開校
- 1993年 -  IGA緑の博覧会（ドイツシュッツガルト）日本ブース担当
- 1994年 - 個展「桜展」開催（ギャルリーイグレック）、個展「菖蒲」開催（ギャルリー・イグレック）、第一回翠髪作品展「土の贈り物」開催（ギャルリー・イグレック）
- 1995年 - アジアカップ招待デモンストレーション（台湾台北）、業界誌 月刊FS 連載プロデュース、テーブルウェアフェスティバル招待デモ（東京ドーム）、世界らん展FD部門審査員（東京ドーム）、第二回翠髪作品展「はっぱ」開催（ギャルリーイグレック）
- 1996年 - （社）JFTDカレンダー制作コーディネイト、（社）JFTDジャパンカップ審査員
- 1997年 - JFTDカレンダー制作コーディネイト、（社）JFTDジャパンカップ審査員、世界らん展寄植部門審査員、第三回国際不織布産業総合展本州キノクロスブースデサイン担当、 7’TOP OF TOPS TOKYO FLOWER ART GALLERY、ISLA開店 テネロップ展テーブルコーディネイトデモンストレーション、(社）JFTDジャパンカップ審査員
- 2001年 - 世界らん展寄植部門審査員、テーブルウェアフェスティバルフラワーデモコメンテーター
- 2005年 - 紀ノ国屋　等々力店、吉祥寺店、国立店で各花部門商品企画
- 2007年 - 横浜から宮崎県青島に移住
- 宮崎県 農政水産部　宮崎県PRブース装飾、屋久島サンカラリゾート装飾、シェラトン・グランデ・オーシャンリゾート装飾

## 著書
- 「トップフローリストの花レッスンⅡ」（草土出版）
- 花時間（角川書店）
- ComeHome（主婦と生活社）
- 田園都市生活（枻出版）